# 40-mm-Maschinengranatwerfer Mk 19

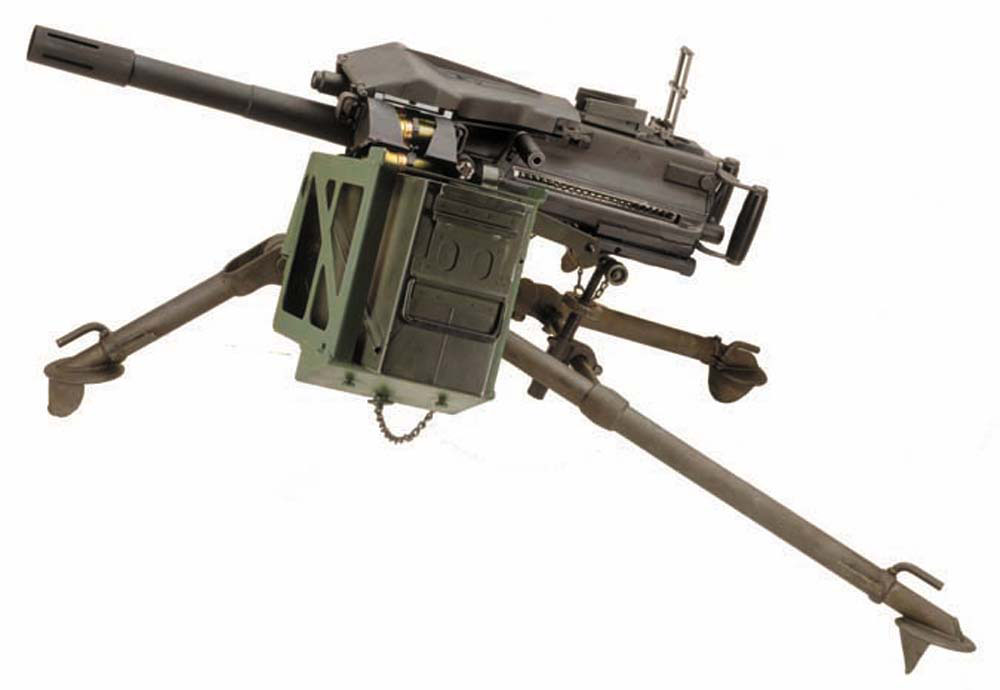
Mk 19 MOD 3

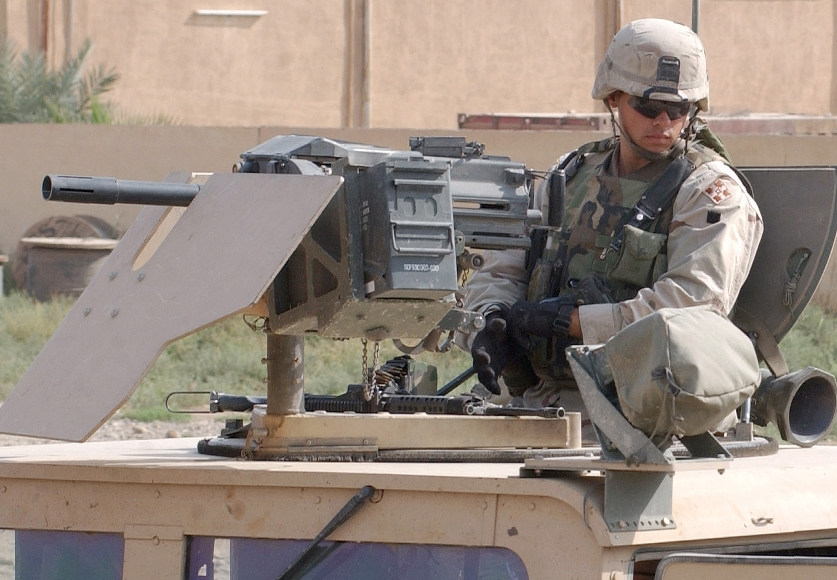
Mk 19 auf einem Humvee

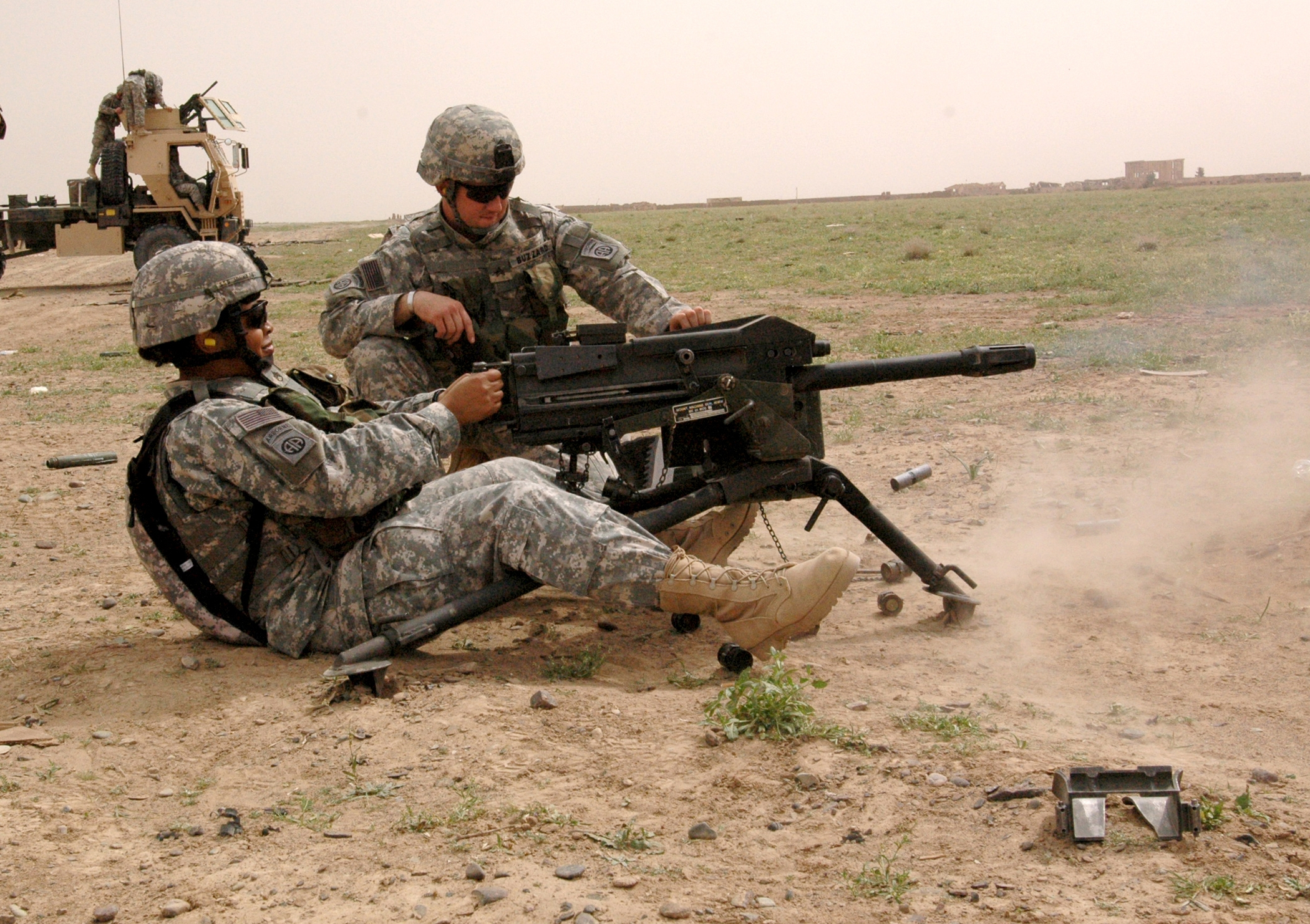
Ausbildung am Mk 19 im Sitzen

Der  40-mm-Maschinengranatwerfer Mk 19 (englisch MK 19, 40-mm GRENADE. MACHINE GUN, MOD 3) ist ein 40-mm-Maschinengranatwerfer. Die 40×53-mm-Granaten werden durch einen Gurt seitlich zugeführt, was eine Kadenz von fünf Schuss pro Sekunde ermöglicht.

## Geschichte und Einsatz
Während des Vietnamkriegs erkannte die US Navy Bedarf für wirkungsvolle Unterstützungswaffen kurzer und mittlerer Reichweite, die auf den Flusspatrouillenbooten (PBR) eingesetzt werden konnten. Diese Boote patrouillierten auf den großen Flüssen und Binnengewässern Vietnams, um die Ufer zu kontrollieren. Dafür brauchten sie große Feuerkraft aus Waffensystemen, die aufgrund der Begrenzungen der Bootsgröße kompakt und leicht sein mussten. Aufgrund der vielerorts dichten Vegetation war eine große Feuerreichweite nicht erforderlich. Die Lösung der Navy waren schnellfeuernde Granatwerfer im Kaliber 40 Millimeter. Es entstanden drei technisch verschiedene Systeme:
- Der Granatwerfer Mark 18 ist eine manuell, das heißt mit einer Handkurbel, angetriebene Waffe mit einem außergewöhnlichen gespaltenen Patronenlager, das sich auch während der Schussabgabe nicht vollständig schließt. Dies ist durch die Verwendung der mit vergleichsweise geringem Innendruck arbeitenden 40×46-mm-Granate  möglich.[1]
- Der Maschinengranatwerfer Mark 19 ist konventioneller aufgebaut und wurde zur Verwendung der leistungsstärkeren 40×53-mm-Granate entworfen. Er konnte in den ersten drei Entwicklungsstufen Mod 0 bis Mod 2 jedoch nicht überzeugen.
- Der Maschinengranatwerfer Mk 20 ist eine technisch ungewöhnliche zuschießende Blow-Forward-Waffe und verwendet genau wie der Mark 18 die leistungsschwächere 40×46-mm-Granate.[2]

Erst nachdem der Mk-19-Granatwerfer in der vierten Entwicklungsstufe Mod 3 einen zufriedenstellenden Stand erreicht hatte, ersetzte er ab 1983 die Waffen der Typen Mk 18 und Mk 20. Nach wie vor verwendet die Navy den Mk 19 zum Schutz kleinerer, aber auch mittlerer und großer Kriegs- und Transportschiffe in Ergänzung zu schweren Maschinengewehren M2 Browning. Im Einsatz bei den Landstreitkräften kann der Mk 19 entweder auf einer Infanterielafette oder auf Fahrzeugen und leichten Panzern wie dem HMMWV, auf Lastwagen, Fast Attack Vehicles, LAV-25 oder AAV7A1 montiert eingesetzt werden.

## Mod 3
Die United States Army übernahm den Mk 19 erst ab 1983, damals bereits in der vierten Version Mod 3, nachdem frühere Ausführungen als wenig sicher und zuverlässig galten. In größerem Maßstab wurde er im Zweiten Golfkrieg eingesetzt und dadurch einer breiteren Öffentlichkeit bekannt. Auch in Somalia 1993 und den Kriegen in Afghanistan sowie im Irak kam und kommt er hauptsächlich auf HMMWV-Geländefahrzeugen montiert zum Einsatz. Seine Feuerkraft kann selbst für leicht gepanzerte Gegner zur Bedrohung werden. Aufgrund der Streuwirkung im Ziel kann er auch für Unterdrückungsfeuer, beispielsweise bei der Bekämpfung eines Hinterhaltes, verwendet werden.

## Technische Daten
| Mk-19-Maschinengranatwerfer | Mk-19-Maschinengranatwerfer                                         |
| --------------------------- | ------------------------------------------------------------------- |
| Kaliber:                    | 40 mm                                                               |
| Munition                    | HEDP (englisch High Explosive Dual Purpose ‚Splittersprenggranate‘) |
| Kadenz                      | 300–400 Schuss/min.                                                 |
| Mündungsgeschwindigkeit     | 241 m/s                                                             |
| max. Reichweite             | 2200 m                                                              |
| max. effektive Reichweite   | 1600 m                                                              |
| Länge                       | 109,5 cm                                                            |
| Breite                      | 34,0 cm                                                             |
| Gewicht                     | 33 kg                                                               |